# Curtis Mayfield
Curtis Lee Mayfield (n. 3 iunie 1942, Chicago, Illinois, SUA – d. 26 decembrie 1999, Roswell⁠(d), Georgia, SUA) a fost un cântăreț, textier și producător american de muzică soul, R&B și funk cel mai cunoscut pentru muzica realizată împreună cu The Impressions, dar și pentru coloana sonoră compusă pentru filmul Super Fly.

## Filmografie
- Movin' On Up- "The Music and Message of Curtis Mayfield and The Impressions" (DVD-2008)
- Super Fly (1972) as himself
- Short Eyes (1977) (Role – Pappy)
- Sgt. Pepper's Lonely Hearts Club Band (film) (1978) (Role – Guest)
- Curtis Mayfield Live at Ronnie Scotts – issued on VHS and DVD (2002)

## Discografie
- Curtis (1970)
- Roots (1971)
- Super Fly (soundtrack) (1972)
- Back to the World (1973)
- Got to Find a Way (1974)
- Sweet Exorcist (1974)
- There's No Place Like America Today (1975)
- Give, Get, Take and Have (1976)
- Sparkle (Aretha Franklin album) (1976)
- Never Say You Can't Survive (1977)
- Do It All Night (1978)
- Heartbeat (1979)
- Something to Believe In (1980)
- The Right Combination (with Linda Clifford) (1980)
- Love is the Place (1982)
- Honesty (1983)
- We Come in Peace with a Message of Love (1985)
- Take It to the Streets (1990)
- New World Order (1997)